# Comuna Sveta Nedelja, Istria
Sveta Nedelja este o comună în cantonul Istria, Croația, având o populație de 2.987 de locuitori (2011).

## Demografie
Componența etnică a comunei Sveta Nedelja
     Croați (56,41%)
     Bosniaci (5,62%)
     Italieni (1,1%)
     Necunoscut (1,21%)
     Neclasificat (34,95%)
Componența confesională a comunei Sveta Nedelja
     Catolici (79,95%)
     Musulmani (7,47%)
     Fără religie și atei (6,6%)
     Agnostici și sceptici (1,04%)
     Necunoscută (3,58%)
     Alte religii (1,37%)
Conform recensământului din 2011, comuna Sveta Nedelja avea 2.987 de locuitori. Din punct de vedere etnic, majoritatea locuitorilor (56,41%) erau croați, existând și minorități de afiliați religios (33,04%), bosniaci (5,62%) și italieni (1,1%). Apartenența etnică nu este cunoscută în cazul a 1,21% din locuitori. Din punct de vedere confesional, majoritatea locuitorilor (79,95%) erau catolici, existând și minorități de musulmani (7,47%), persoane fără religie și atei (6,6%) și agnostici și sceptici (1,04%). Pentru 3,58% din locuitori nu este cunoscută apartenența confesională.